# Municipio de Balkan
El municipio de Balkan (en inglés: Balkan Township) es un municipio ubicado en el condado de St. Louis en el estado estadounidense de Minnesota. En el año 2010 tenía una población de 832 habitantes y una densidad poblacional de 4,92 personas por km².

## Geografía
El municipio de Balkan se encuentra ubicado en las coordenadas 47°32′28″N 92°51′44″O / 47.54111, -92.86222. Según la Oficina del Censo de los Estados Unidos, el municipio tiene una superficie total de 169.1 km², de la cual 166,42 km² corresponden a tierra firme y (1,58 %) 2,68 km² es agua.

## Demografía
Según el censo de 2010, había 832 personas residiendo en el municipio de Balkan. La densidad de población era de 4,92 hab./km². De los 832 habitantes, el municipio de Balkan estaba compuesto por el 97,84 % blancos, el 0,12 % eran afroamericanos, el 0,36 % eran amerindios, el 0,48 % eran asiáticos y el 1,2 % eran de una mezcla de razas. Del total de la población el 0,6 % eran hispanos o latinos de cualquier raza.